# Makary (biskup erytrejski)
Makary (imię świeckie Kyrillos Menghistu, ur. 5 maja 1931) – duchowny Erytrejskiego Kościoła Ortodoksyjnego posługujący również w  Kościele koptyjskim, biskup Ameryki w strukturach Kościoła erytrejskiego i przedstawiciel patriarchy Antoniego (więzionego przez erytrejskie władze). Jest również członkiem Świętego Synodu Kościoła koptyjskiego. Święcenia kapłańskie przyjął w 1956. Sakrę biskupią otrzymał 26 maja 1991.